# Abdera quadrifasciata
Abdera quadrifasciata là một loài bọ cánh cứng trong họ Melandryidae. Loài này được Curtis miêu tả khoa học năm 1829.